# Municipio de Norden (condado de Deuel)
El municipio de Norden (en inglés: Norden Township) es un municipio ubicado en el condado de Deuel en el estado estadounidense de Dakota del Sur. En el año 2010 tenía una población de 356 habitantes y una densidad poblacional de 2,48 personas por km².

## Geografía
El municipio de Norden se encuentra ubicado en las coordenadas 44°40′54″N 96°33′6″O / 44.68167, -96.55167. Según la Oficina del Censo de los Estados Unidos, el municipio tiene una superficie total de 143.36 km², de la cual 139,91 km² corresponden a tierra firme y (2,4 %) 3,45 km² es agua.

## Demografía
Según el censo de 2010, había 356 personas residiendo en el municipio de Norden. La densidad de población era de 2,48 hab./km². De los 356 habitantes, el municipio de Norden estaba compuesto por el 98,6 % blancos, el 0,28 % eran asiáticos, el 1,12 % eran de otras razas. Del total de la población el 1,69 % eran hispanos o latinos de cualquier raza.